# فاطمة بنت الزبير
فاطمة بنت الزُّبَير هي شخصية تاريخية ذكرتها مصادر شيعية باعتبارها ابنة الزبير بن عبد المطلب عمّ النبي محمد، كما ذكرت المصادر الشيعية أنها هاجرت من مكة إلى المدينة برفقة علي بن أبي طالب.
وقال الشيخ الطوسي: «وخرج علي (عليه السلام) بفاطمة بنت رسول الله (صلى الله عليه وآله) وأمه فاطمة بنت أسد بن هاشم، وفاطمة بنت الزبير بن عبد المطلب - وقد قيل هي ضباعة - وتبعهم أيمن بن أم أيمن مولى رسول الله (صلى الله عليه وآله) وأبو واقد رسول رسول الله (صلى الله عليه وآله)».